# Szél Bernadett
Szél Bernadett (született Nagy Bernadett, Pécs, 1977. március 9. –) magyar közgazdász, politikus, 2012–2022 között országgyűlési képviselő. 2013–2018 augusztusa között a a Lehet Más a Politika párt társelnöke, a 2018-as országgyűlési választáson a párt miniszterelnök-jelöltje.

## Életpályája

### Tanulmányai
A zalaegerszegi Zrínyi Miklós Gimnáziumba járt, majd 2000-ben a Budapesti Közgazdaságtudományi Egyetemen végzett közgazdászként (nemzetközi kapcsolatok szak, Európa főszakirány, környezeti menedzsment mellékszakirány). 2011-ben ugyanitt szerezte meg doktori fokozatát szociológiából.
2000-2002 között a Phillip Morris Magyarország Kft.-nél a fiatalok dohányzásprevenciós programját szervezte. 2002. március–június között a Menedék – Migránsokat Segítő Egyesület emberi jogi szervezetnek a programvezetője.
2002 szeptemberétől három éven át a Magyar Tudományos Akadémia Támogatott Kutatóhelyek Irodájánál volt fiatal kutató, majd 2006-tól a Központi Statisztikai Hivatal statisztikusa, EU-referense lett.
Kutatási területei a családszociológia, családpolitika és az állami kapacitás. Korábban több kutatócsoport tagja volt, hazai és nemzetközi projektekben vesz részt. Angol és német nyelvből felsőfokú nyelvvizsgája van.

### Politikai pályafutása

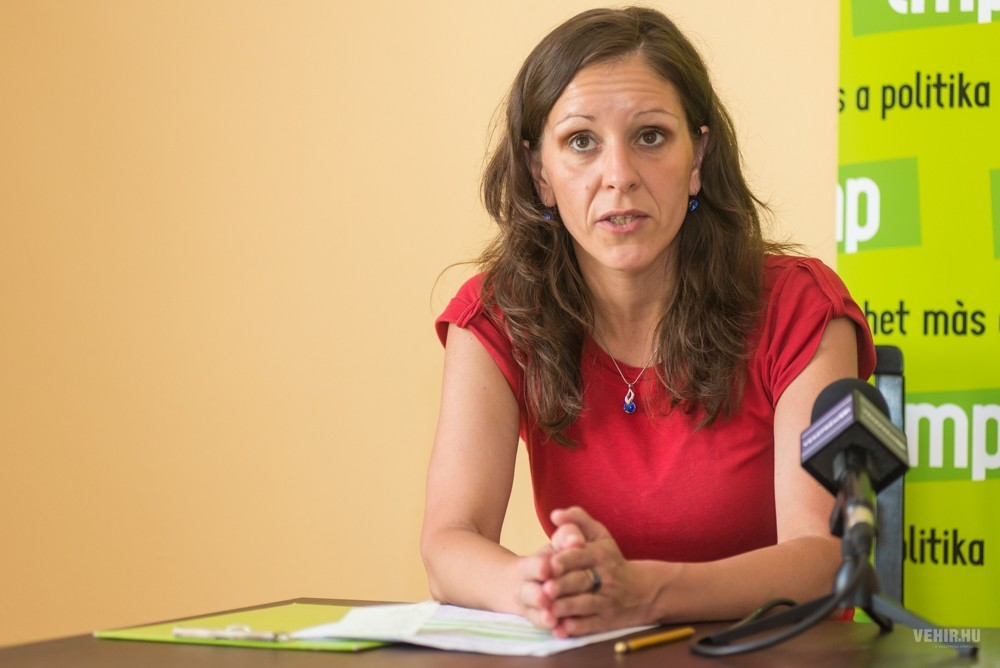
2016 júniusában, egy Veszprémben tartott sajtótájékoztatón

Korábban a humanista mozgalomban tevékenykedett, 2010-től lett a Lehet Más a Politika tagja. A 2010-es országgyűlési választáson egyéni képviselőjelölt volt Pest megye 10. OEVK-ban, a 2010. őszi önkormányzati választásokon polgármesterjelöltként indult Budakeszin.
A 2011-es tisztújításakor az LMP-kongresszus választmányi szóvivővé választotta. Parlamenti mandátumát 2012. február 2-án országos listáról, kongresszusi döntés nyomán szerezte Kaufer Virág lemondását követően.  A 2014-es országgyűlési választáson az LMP országos listájának 2. helyén szerepelt, emellett Pest megye 2. választókerületében (Budaörs) indult egyéni jelöltként. Országos listáról szerzett mandátumot.
2013 és 2018 között a párt női társelnöke, 2013 szeptemberétől egy év megszakítással 2017 februárjáig az LMP frakcióvezető-helyettese, majd 2018 őszéig az LMP parlamenti frakciójának vezetője. 
2012–2014 között az Országgyűlés Foglalkoztatási és munkaügyi bizottságának tagja és a Rehabilitációs albizottság elnöke, 2013-2014 között rövid ideig a Fenntartható fejlődés bizottságának alelnöke, 2014-2018 között az Országgyűlés Nemzetbiztonsági Bizottságának tagja. 
2017 szeptemberében bejelentette, hogy őt jelölik az LMP miniszterelnök-jelöltjeként. 2017. szeptember 30-án az LMP országos kongresszusa megerősítette miniszterelnök-jelöltségében. A 2018-as magyarországi országgyűlési választáson az LMP képviselőjelöltje a Pest megye 2. OEVK-ben és az országos lista 1. helyén. Egyéniben 296 szavazatnyi különbséggel végzett a második helyen. Júliusban az LMP etikai bizottsága három évre eltiltotta a párttisztségektől, mert a határozat szerint „szervezte a koordinációt” a többi ellenzéki párttal, hogy azok kölcsönösen egymás javára visszalépjenek. 
2018-ban a Forbes őt választotta a 9. legbefolyásosabb magyar nőnek a közéletben.
2018. október 1-jén kilépett az LMP frakciójából és a pártból is, 2022 májusáig független országgyűlési képviselőként folytatta munkáját. Ez idő alatt az Európai ügyek bizottságának tagja. 
A 2021-es magyarországi ellenzéki előválasztáson a Momentum jelöltjeként, a Jobbik és a Mindenki Magyarországa Mozgalom támogatásával indult és győzött Budakeszin, a Pest megyei 2. sz. országgyűlési egyéni választókerületben. Ezt követően azonban a 2022-es országgyűlési választáson nem jutott képviselői mandátumhoz.

### Magánélete
2002 óta férjével és három gyermekével (két lány, egy fiú) Budakeszin él.